# 고향을 부탁해
《고향을 부탁해》는 2011년 12월 1일에 방영을 시작한 문화방송의 교양 프로그램이다.

## 코너
- 두 남자의 몸에 좋은 여행 (2013년 5월 9일 ~ 2013년 8월 8일)
- 잘 먹겠습니다 (2013년 4월 25일 ~ 2013년 8월 8일)

## 방송 내용
- 70회 (2013년 5월 23일) : 충북 제천 산약초 마을 / 홍천 청량리 마을의 무공해 자연밥상

## 같이 보기
- 그린실버 고향이 좋다

## 경쟁 프로그램
- 6시 내고향 (KBS 1TV)
- 생생 정보통 (KBS 2TV)
- 생방송 투데이 (SBS TV)